# راندولف بليك
راندولف بليك (بالإنجليزية: Randolph Blake)‏ هو عالم نفس أمريكي، ولد في 1945.